# 文言文
文言或古文也常稱爲“文言文”，是汉语的一種書面形式，起源自中国春秋战国时期經潤飾的汉语口语（相較於西周以前被認為晦澀難懂、詰屈聱牙的文獻，如尚書、易經等）。
据胡适考证，至汉代，文言已经脱离了日常口语，而当时的书面语（即文言）已经开始向复古和口语化两个方向发展。至中國唐宋時期，漢語的口語与先秦时期口语差异更加明显，这時，有三种书面语：
- 一种文言文是模仿上古汉文书面文献的书面语，如唐宋八大家的散文，即古文運動的作品[2]；
- 另一种是在兩漢至魏晉南北朝的基础上所形成的书面语，如西漢《史記》、東漢佛經翻譯、南北朝刘义庆的《世说新语》等寫法[2]；
- 第三種則是各語言白話的源頭，如唐代的变文、宋代的话本等。

由於文言並不是一時一地的一種語言，因此不同時代或地區的文獻，在語法和詞彙上會有差異。到了元、明、清的近代时期，情况与中古时期类似，既有盡可能復刻上古風格的书面语，如桐城派的散文，亦有今日所謂的一般文言（如明史、清史稿），又有所謂的近代白话，比如現代人也可直接理解的《水滸傳》、《西遊記》等（甚至有《荔鏡記》、《海上花列傳》等方言作品），撰寫方式十分多樣。

## 文言文的历史与定义
文言文主要指以秦汉书面语为标准，脱离口语而写成的文字。语言学上，先秦及西汉时使用的语言被称为上古汉语。此时传世的一些文献，如《诗经》、《论语》、《左传》、《韩非子》、《史记》等等，被视为文言文的早期范本。此时的文言，是在当时口语基础上加以修饰，但与口语的词汇语法，没有系统上的不同。
甲骨文、金文和部分秦以前的商、周传世文献（如《尚书》），词汇和语法跟春秋战国时期的作品有较大不同，但在现在看来也是文言文。
东汉开始，汉语书面语和口语逐渐拉开距离，从东汉到隋、唐的汉语，称为中古汉语。这段时期中，尽管汉语口语已大有改变，但书面语却仍然保持先秦和西汉的面貌，也就是说，仍然采用上古汉语的词汇、语法系统。这段时期的文言文典型的代表是《汉书》。相较之下，《汉书》的语言形式就比《史记》 更正式、也更偏离口语，有学者认为它是文言传统的起始点。后世的官方文书（含官修史书），也都沿循《汉书》的文言风格。
从东汉直到新文化运动以前，形成了相当固定的书面语，都是脱离口语的，继续采用上古汉语的词汇、语法系统，即是文言文。
蒋绍愚总结说：
所以，文言文包括两大类：一类是先秦和西汉时期文献的语言，是反映口语的，属于上古汉语的词汇语法系统。一类是东汉以后的书面语，它们是脱离口语的，继续采用上古汉语的词汇语法系统。在是否反映口语这一点上，两类有差别；但在词汇语法系统上，两类一致。今天大家把这两类文献使用的语言都称为文言。
与文言文相对的是白话文，是指参照近现代口语而写成的文字。文言文与白话文的主要区别，在于使用的词汇语法系统，其中相当多的部分，文言与白话不能通用。白话文使用的是近代汉语（从晚唐五代到清代中期）和现代汉语的词汇语法系统。其中近代汉语的时间跨度很长，其间的词汇语法也有很多变化，但其词汇语法系统是比较固定的。
同时，文言和白话既有差别，也有继承关系。即使是现代汉语，也保留了许多上古汉语的词汇、语法。历史上的文献，除了典型的文言作品和白话作品，还有许多文白夹杂的作品。
举例而言，《聊斋志异·聂小倩》中：
背地不言人。我两个正谈道，小妖婢潜来无迹响。幸不訾着短处。
“我两个”、“谈道”、“訾着”等都不是秦汉的用法，而是近代白话。  
此外，从东汉到晚唐期间，反映了当时口语的文字，则称之为古白话，包括东汉和魏晋南北朝的一些汉译佛经，以及《世说新语》的一些选段。
20世紀之前，漢字文化圈的士大夫均能通曉以漢字書寫的文言，故文言使用於幾乎所有正式的文書上，并且中國方言不通，故漢字文化圈中語言或口音不通者就能以筆談的方式很方便地交流，如19世紀時操朝鮮語的朝鮮王朝兴宣大院君與清朝大臣吳長慶筆談、20世紀操台語的林獻堂與操粵語、官話的梁啟超於日本長崎筆談。
近代因民族主義興起、系統性普通話的教育，文言的地位逐漸被各地官方語言（日語、韓語、越南語）代替，而在中國，則隨着新文化運動發展，标准书面语的地位被基於北方官話的白話文取代。

## 特點
文言文的特色有：言文分離、行文簡練、時語方言少，易於流傳。
文言的特點，相對官話白話（包括口語和書面語）而言，主要表現在語法與詞彙兩方面（以下所述各項特點皆為舉例而未完備）。

### 語法特點
文言文的語法特點主要表現在詞類及詞序兩方面。一般而言，文言文有比白話更多的詞類活用現象。
- 名詞用作動詞：
  1. 「驢不勝怒，蹄之」（柳宗元《三戒·黔之驴》），名詞「蹄」在此做動詞「用蹄踢」。
  2. 「縱江東父老憐而王我」（司马迁《史記·项羽本纪》），名詞「王」在此做使役動詞「使……為王」。
  3. 「見其發矢十中八九，但微頷之」（歐陽修《賣油翁》），「頷」原為名詞「下巴」，在此作動詞「點頭」。
- 名詞用作副詞，常与“然”（……的样子）连用：
  1. “少时，一狼径去，其一犬坐於前。”（蒲松龄《聊斋志异》），名詞“犬”在动词“坐”前作副词“像犬一样地”。
  2. “峰回路轉，有亭翼然临於泉上者，醉翁亭也。”（歐陽脩《醉翁亭记》），“翼”在动詞“临”前作副詞“像翼（翅膀）一样”。
- 宾语前置。目的：使語句順暢。为了強調宾语，将其提前。通常會加語助詞。
  1. 荀偃令曰：“雞鳴而駕，基井夷灶，唯余馬首是瞻。”（《左傳·襄公十四年》），“馬首是瞻”即“瞻馬首”。“是”為語助詞。
- 在疑問句中，疑問代詞「誰」、“孰”、「何」、「悉」等置於動詞之前：
  1. 「臣實不才，又誰敢怨？」（《左傳》）
  2. 「向者之論，阿誰爲失？」(《三國志·蜀志》)
  3. 「吾誰欺？欺天乎！」（《論語》）
  4. “微斯人，吾谁与归？”（范仲淹《岳阳楼记》）
  5. “人非生而知之者，孰能無惑？”（《師說》）
  6. “王曰：‘缚者曷（通“何”）为者也？’”（《晏子春秋》）
- 在否定句中，用代词作宾语时，一般都放在动词前面
  1. 君子病无能焉，不病人之不己知也（《论语》）
- 与“以”连用的倒装句：
  1. “全石以为底，近岸，卷石底以出。”（柳宗元《永州八记·小石潭记》），“全石以为底”即“以全石为底”，“卷石底以出”即“石底卷以出”。
- 有時會有定語後置的用法，後置的定語常前會加「之」或後面加「者」[7]：
  1. 計未定，求人可使報秦者，未得。（司馬遷《史記‧廉頗藺相如列傳》）
  2. 螾無爪牙之利，筋骨之强，上食埃土，下飲黃泉，用心一也。（《荀子‧勸學篇第一》）
  3. 馬之千里者，一食或盡粟一石。（韓愈《雜說四首》）
- 文言文中常见通假字，出现的原因有作者的主观原因，如一时想不起此字；也有客观原因，如避讳等。
  1. “问所从来，具答之，便要还家，设酒杀鸡作食。”（陶渊明《桃花源记》，“要”，通“邀”，邀请。
  2. “子曰：‘学而時習之，不亦說乎？……’”（《论语·学而》），“說”，通“悦”，喜悦。
  3. “對鏡帖花黃。”（《木蘭辭》），“帖”，通“貼”，貼上。
  4. "尊君在不"(《陳太丘與友期行》)“不”，通"否"，嗎。

### 詞彙特點
文言文與白話文在詞彙上有很大差異。這個差異通常必須以詞典或字典的形式加以條列，才能完整表達。不過，有個特點可以概括地觀察：文言文的詞彙較為簡潔，例如：相較於白話文的詞以雙音節詞為主，文言文中的詞以單音節詞為主，單字有獨立意思。
| 比較     | 文言文                                                     | 現代官話白話文                                                                             |
| -------- | ---------------------------------------------------------- | ------------------------------------------------------------------------------------------ |
| 篇幅     | 言簡意賅                                                   | 較長篇                                                                                     |
| 出處用法 | 以秦汉时期的书面语为基础，使用这段时期的词汇、语法         | 「我手寫我口」為主，采用近现代汉语的词汇、语法                                             |
| 語感     | 古雅精煉                                                   | 通俗易明                                                                                   |
| 语气词   | “也”“矣”“已”“焉”“乎”“耶（邪）”“与（欤）”“哉”……             | “啊”“呀”“呢”“吗”                                                                           |
| 經典例   | 《桃花源記》《醉翁亭記》《庖丁解牛》《出師表》《六國論》…… | 魯迅《吶喊》自序、朱自清《綠》、冰心《紙船》、舒乙《香港：最貴的一棵樹》、朱自清《匆匆》…… |
| 流傳     | 有一定傳統文學修養者，曾可於東亞文人中通行                 | 一般中小學生也能看懂，廣傳於華文世界                                                       |

## 文體分類
中國歷代學者對於文體都有不同的分類法。

### 魏晉南北朝
魏晉南北朝，是文體分類研究的開始，相關著作有曹丕的《典論·論文》、李充的《翰林論》、摯虞的《文章流別志論》、劉勰的《文心雕龍》、昭明太子主導的《昭明文選》等。其中《典論·論文》將文體分為4類：
| - 奏議 - 書論 | - 銘誄 - 詩賦 |

而《昭明文選》是一本分類很繁雜的選集，將所選的文章分成37類之多。

### 明清
明朝的吳訥著《文章辨體》、徐師曾著《文體明辨》，清朝姚鼐編《古文辭類纂》，都是討論文體的重要著作。其中《古文辭類纂》將文體分為13類：
| - 論辨 - 序跋 - 奏議 | - 書說 - 贈序 - 詔令 | - 傳狀 - 碑誌 - 雜記 | - 箴銘 - 頌贊 - 辭賦 | - 哀祭 |

### 現代
由郭錫良等人編著的《古代漢語》修訂本中分析，文體分類有三種標準：依語言形式分、依內容分、依應用範圍分。依語言形式，《古代漢語》先將古代文體分為3大類：
- 散文
- 韻文：包括詩詞歌賦、銘箴頌贊
- 駢文：講究平仄對仗卻不押韻，不能歸於散文也不能歸於韻文，自成一類

在此分類之下，古典散文又可以分為4類：
- 史傳文
- 說理文
- 雜記文
- 應用文

## 20世紀以來傳承

### 清末民初
對於文言文的實用度，1895年，何啟、胡禮垣在《新政論議》指出「以文言而道俗情，則為未學者所厭；以俗語而入文字，又為讀書者所嗤。俗語、文言分為兩事，使筆如舌，戛戛其難。」
1902年俞復（無錫人，操吳語）在《蒙學讀本全書》指出對於官話非母語者而言，官話白話文與文言文的難度不分上下。
1919年新文化運動中國文壇提倡「我手寫我口」，官話白話文漸漸取代文言文。文言文作为古典中國文學的語言，在1919年直至21世紀的小學、中學、大學仍被教授。1941年北平輔仁大學國文系學生董毅在日記記下“对于现在所念的书，尤其是前代所遗的古书，我真不明白念它、研究它对我们现在生活各方面有多少功用!?”

### 中國大陸
中国大陆的中考和高考都有文言文的相关考题，各地不時會出現文言文的高考高分作文。不過自2012年起，《2012年高等学校招生全国统一考试考务工作规定》發布，中國大陸高考作文限用「现行规范汉语言文字」，即网络语言、文言文和繁体字均不能再用於高考作文，引起了部分人的批評。不過有指該規定在實際操作中並未嚴格執行，專家會根據具體情況決定。

### 香港
香港中國語文科課程中，初中生須學習文言文，高中生會更進一步研習文言文。
粵港文壇曾流行三言混合（白話文+文言+廣東話）與「文白夾雜」（白話文+文言）。
香港近代由粵劇、粵曲、粵語流行曲至金庸武俠小說等多用「文白夾雜」型式寫就。因此，文言文的詞句得以在戰後香港以至主權移交後得以傳承。

### 台灣
中国国民党在其公文中长期使用文言文；中华民国国际重要文件的中文本，如《波茨坦公告》、《联合国宪章》、《世界人权宣言》等都是用文言书写；文言文常被用在中華民國政府公文之中，例如立法院聘請前任立法委員黃淑英任職顧問的公文，便使用文言文書寫，由於用詞艱深，有「綆短汲深」等較少見詞彙，使得接到聘書的黃淑英看不懂；立委張曉風則認為書信往來要讓對方看得懂比較有誠意。台灣法院的判決書也存在夾雜文言的情況。民間司法改革基金會執行長高榮志認為此類用語不易懂，他提倡開庭用語及判決書應該白話文化。

### 日本

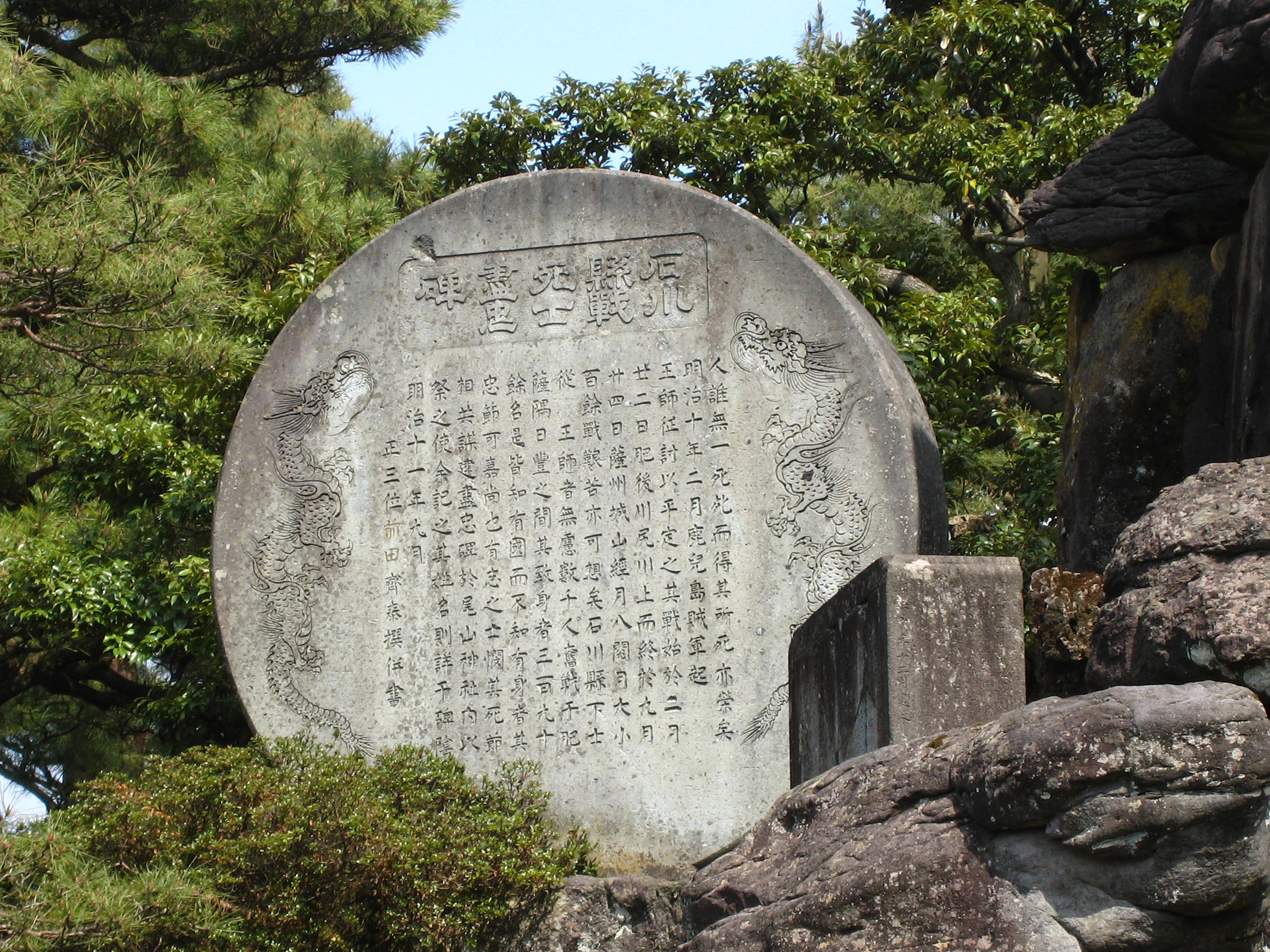
日本石川縣金澤市兼六園內石碑碑文所見漢字是文言文

在日本，文言文被稱為（Kanbun）。但並非直接使用漢語或者日語漢字音，而是獨立發展出了一套特別的專門用來學習與閱讀文言文的方式，稱為漢文訓讀。
日本自從中國唐代文化交流，到片假名平假名普及後很多年，文書、碑文、經文等多採用漢字文言文。
圖中所見日本石川縣金澤市兼六園內之《石川縣戰死士盡忠碑》石碑，碑文紀念陣亡將士：「人誰無一死？死而得其所，死亦榮矣…」事件是明治十年（1877年）。石碑立於明治十一年（1878年）。
日本高中也教授漢文文言文。

### 朝鮮半島
在朝鮮半島，文言文被稱為（Hanmun）。不过随着朝鲜和南韓的废除汉字改用纯谚文书写，以及南韓在1948年推行的国语纯化运动，现今在朝鲜和南韓的年轻人很少接受这类教育，几乎已经看不懂。

### 越南
在越南，文言文被稱為“文言”（văn ngôn）或“古文”（cổ văn），現已幾乎不用。

### 新加坡
新加坡在2019年實行新的中學華文課程時，因古典文學部分異常薄弱而將文言文完全刪除。取而代之的是本國文學作品。

### 馬來西亞
在馬來西亞，國中（若有選考華文）和獨中的華裔生須開始閱讀文言文。華文課本會根據年段，慢慢加入文言文的篇數。此外，文言文和古詩（各一篇）也是華文考試的必考項目之一。

## 文言文研究

### 古漢語語法學的建立
中國古代學者很早就注意對語法現象的觀察和思考，在這方面給後人留下了不少寶貴的見解。但是語法學作為一門獨立的科學，則是近代的事了，建立古漢語語法學的是清末的馬建忠，他於西元1898年寫成的《馬氏文通》首先創建了一個語法體系。

### 研究語料
當我們把鴉片戰爭以前漢族人所使用的語言統稱為古代漢語時，這是個有幾千年漫長歷史的語言。對這個過程中的漢語語料，可以取幾種不同的研究方法。如果我們把“共時研究”與“歷時研究”都考慮在內的話，那麼對古代漢語語料的研究可以歸結為六種：“專書、斷代、泛時”等三種的共時研究；“比較、貫通、漢語史”等三種的歷時研究。

### 引用
1. ↑  Hammarström, Harald; Forkel, Robert; Haspelmath, Martin; Bank, Sebastian (编). . . Jena: Max Planck Institute for the Science of Human History. 2016.
2. 1 2 3  胡适. . 百花文艺出版社. 2002. ISBN 7530632493.
3. 1 2 3 4 5 6 7 8 9 10 11 12 13 14 15 16 17  蒋绍愚. (2019). 也谈文言和白话. 清华大学学报: 哲学社会科学版, (2), 1-13.
4. 1 2  張中行. "文言和白話." (1995).
5. 1 2  Meisterernst, Barbara 梅思德. 2013. 汉朝汉语文言中的 口语成分——《史记》与《汉书》对应卷的语言学比较研究. In Feng Shengli (ed.). 汉语书面语的历史与现状. Beijing University Press.
6. ↑  吕叔湘. "文言和白话." 国文杂志 1 (1944).
7. ↑  微幽堂. .   [2012-12-13]. （原始内容存档于2021-03-03）.
8. ↑  1895年《新政論議》, 寶文書局.
9. ↑   1902年, <蒙學讀本全書一編約恉>， 《尋常小學堂讀書科生徒用教科書》， 江蘇無錫三等公學堂。「日本尋常小學讀本一二編，皆用國音白話，然彼有通國所習之假名，故名物皆可用之。我國無假名，則所謂白話者，不過用這個那個，我們他們，助成名語。兒童素未習官音者，與解淺近文言，亦未見有難易之別，況兒童慣習白話，後日試學作文，反多文俗夾雜之病……」
10. ↑  李婉薇. . 中國文哲研究通訊. 2011, 21 (1): 160-161  [2023-12-08]. （原始内容存档于2023-12-08）.
11. ↑  董毅（著）, 王金昌（整理）. 北平日记（1939年——1943年）. 2015年, 人民出版社. 第732页"1941年2月25日"條.
12. ↑  . infzm.com民调中心. 2012-06-13  [2014-03-29]. （原始内容存档于2021-03-03）.
13. ↑  . 东方早报. 2012-06-06  [2014-03-29]. （原始内容存档于2015-05-03）.
14. ↑  .   [2013-04-29]. （原始内容存档于2013-11-03）.
15. ↑  李婉薇. . ISBN 978-962-04-3082-4 （中文（香港））.
16. ↑  何孟奎. . 台北: 中央社 CNA. 2012-03-05  [2012-03-06]. （原始内容存档于2021-03-03） –tw.news.yahoo.com （中文（臺灣））.
17. ↑  黃揚明. . 蘋果日報 (台北). 2012-03-05  [2012-03-06]. （原始内容存档于2016-03-08）.
18. ↑  劉峻谷. . 台北: TVBS新聞網. 2017-01-19  [2023-03-17]. （原始内容存档于2023-03-17）.
19. 1 2  Nguyễn Tri Tài. . Nhà xuất bản Đại học Quốc gia Thành phố Hồ Chí Minh. 2002年: 第5页.

### 书籍
- 左松超，《漢語語法（文言篇）》，五南圖書出版（臺北市），ISBN 978-957-11-5378-0
- 李佐丰，《古代漢語語法學》，商務印書館，2005年，ISBN 978-7-100-03667-2
- 郭錫良等，《古代漢語（修訂本）》上、下，商務印書館，1991年
- 史存直，《文言語法》，中華書局，2005年，ISBN 978-7-101-04585-7
- 劉景農，《漢語文言語法》，中華書局，ISBN 978-7-101-01112-8
- 韓崢嶸，《古漢語虛詞手冊》，吉林教育出版社，ISBN 978-7-5383-3430-2
- 馬建忠，《馬氏文通》，商務印書館，1983年
- 洪乾祐，《閩南語考釋》，文史哲出版社，1992年，ISBN 978-957-547-103-3

## 外部連結
- 維基大典
- 文言文學習 （页面存档备份，存于）
- 全球讀經教育基金會 （页面存档备份，存于）
- 中華經典學會
- 《文言文教學價值的再認識》
- 周振鹤，《古代文言与白话相去不远》
- 《韓軍：沒有“文言”，我們找不到回“家”的路》 （页面存档备份，存于）
- 文言文地圖 （页面存档备份，存于）
- 光明網百城賦 （页面存档备份，存于）
- 彭富春代表：建议强化古代汉语教学（页面存档备份，存于）
- Friedrich Hirth，《Hsin-kuan wên-chien-lu: text book of documentary Chinese, with a vocabulary for the special use of the Chinese customs service》 （页面存档备份，存于），1885年
- 新關文件錄 （页面存档备份，存于）